# Meerschweinchenräude

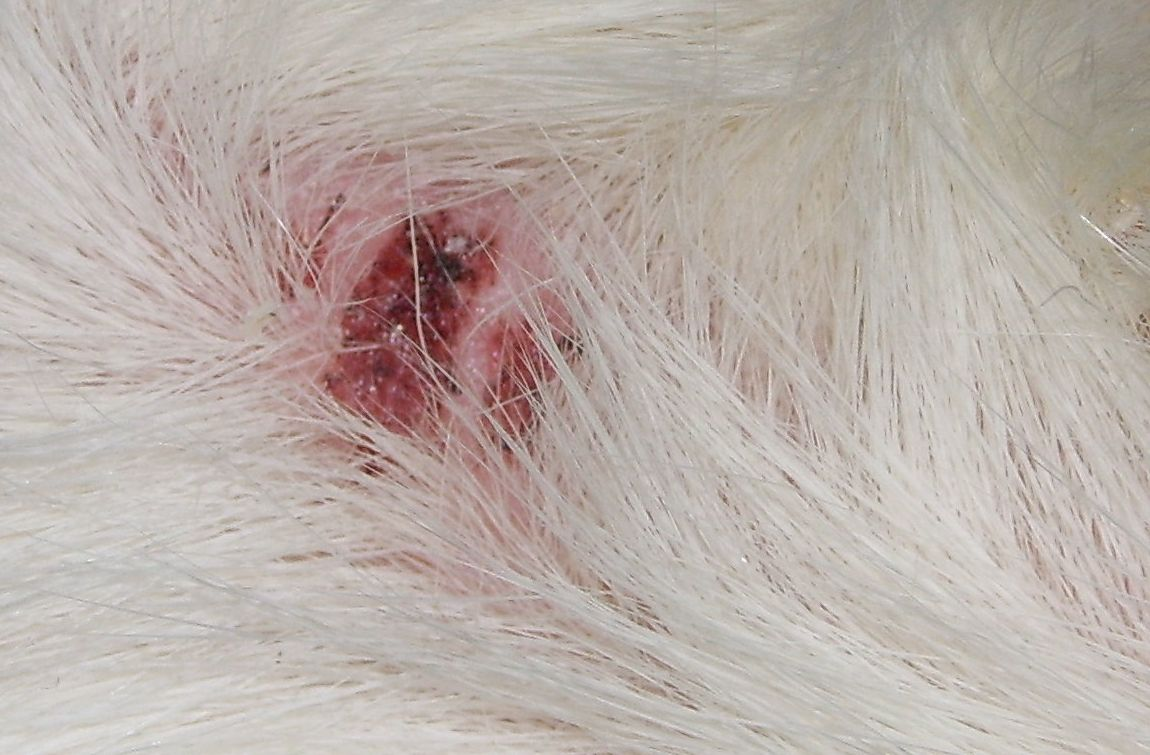
Hautverletzungen durch Kratzen bei einer Meerschweinchenräude

Die Meerschweinchenräude (auch Sarkoptesräude) ist eine parasitär bedingte Hautkrankheit der Meerschweinchen, die mit heftigem Juckreiz und schweren Hautveränderungen einhergeht. Erreger ist die Milbe Trixacarus caviae, die eng mit den Grabmilben (Sarcoptes) verwandt ist, und sich von Lymphe und Zellflüssigkeit ernährt. Die Übertragung erfolgt durch direkten Kontakt zwischen Tieren, unsaubere Haltungsbedingungen fördern die Erkrankung. Ein geschwächtes Immunsystem einzelner Tiere kann die Erkrankung ebenfalls begünstigen. Trixacarus caviae kann auch auf den Menschen als Fehlwirt übergehen und eine vorübergehende „Pseudokrätze“ verursachen, die Erkrankung ist also eine Zoonose.

## Klinik
Die Meerschweinchenräude beginnt zumeist im Bereich der Lippen und des Nasenrückens, bei stärkerem Befall kann sie sich auf den gesamten Körper ausdehnen. Sie ist durch Haarausfall (Alopezie) und Hautverdickung (Lichenifikation) gekennzeichnet. Infolge des sehr starken Juckreizes kann es durch Kratzen zu Hautverletzungen und zur Bildung von Krusten kommen. Bei starkem Befall kann der extreme Juckreiz Epilepsie-ähnliche Anfälle auslösen. Diese Anfälle lassen sich dann meist auch durch kräftiges Streicheln auslösen.
Die Diagnose kann anhand des klinischen Bildes und durch den mikroskopischen Erregernachweis aus einem Hautgeschabsel erfolgen. Differentialdiagnostisch ist vor allem die Kryptokokkose (Cryptococcus neoformans) und der Befall mit Pelzmilben (Chirodiscoides caviae) auszuschließen.
Die Therapie erfolgt in der Regel subkutan mit akarizid wirkenden Ektoparasitika wie Fipronil, Ivermectin, Doramectin, Selamectin oder Amitraz. Gegen eine Sekundärinfektion durch Hautpilze oder Bakterien können antibakterielle und fungizide Mittel auf die Haut aufgetragen werden. Ebenfalls hilfreich können oral verabreichte Antihistaminika sein, die den Juckreiz und damit die Gefahr der Epilepsie-ähnlichen Anfälle reduzieren können.